# Omobranchus banditus
Omobranchus banditus är en fiskart som beskrevs av Smith, 1959. Omobranchus banditus ingår i släktet Omobranchus och familjen Blenniidae. Inga underarter finns listade i Catalogue of Life.